# ニコライ・パヴロヴィッチ・シュミット
ニコライ・パヴロヴィッチ・シュミット (ロシア語: Николай Павлович Шмит、Nikolai Pavlovich Schmidt、 1883年12月22日 - 1907年2月26日)は、ロシアの資産家、政治活動家、篤志家。1905年のモスクワ蜂起で逮捕され、獄中で23歳で死亡した。その遺産をめぐってレーニンらボルシェビキが受け取ったことで知られる。

## 人物
1905年12月のモスクワ蜂起では1059人が死亡し、帝国軍の兵士35人が死亡し、ロシア第一革命のクライマックスであった。
1906年、ニコライ・シュミットはこのモスクワ蜂起への関与を理由に逮捕され、獄中で23歳で死亡した。シュミットは自殺したとされるが、釈放を目前としており、他殺が疑われてもいる。
シュミットの父パベル・アレクサンドロヴィッチ・シュミットは、古儀式派で資産家のモロゾフ家のヴェラ・ヴィクロヴナ・モロゾワと結婚した。ヴェラの親戚には繊維界の大富豪サヴァ・ティモフェエヴィッチ・モロゾフがいた。
パベルとサヴァ・モロゾフは二人ともボルシェビキの新聞「ノヴァヤ・ジズン」に資金を提供した。

## シュミット遺産相続事件
シュミットの叔父サヴァ・ティモフェエヴィッチ・モロゾフはモスクワ芸術座出資でも知られる繊維界の大富豪だった。1905年、サヴァ・モロゾフはロシアで初めて自社工場の労働者との利益分配を家族に提案したが、サヴァの母は怒り、サヴァを会社から追放した。一ヶ月後の5月、サヴァ・モロゾフはカンヌで自殺した。他殺説もあり、歴史学者ユーリ・フェルシュチンスキーは、レオニード・クラーシンに暗殺された可能性が高いと指摘する。モロゾフはかなりの財産をロシア社会民主労働党に遺贈し、甥のニコライ・シュミットにも財産を残した。
ニコライ・シュミットはロシア社会民主労働党支持者だったが、ボリシェヴィキの支持者ではなかった。1907年2月に死亡したシュミットは、サヴァ・モロゾフからも相続していた財産をロシア社会民主労働党（RSDLP）に遺贈すると遺言にのこした。財産はボルシェビキやメンシェビキの各派閥ではなく、党全体に遺贈することが意図されていた。
レーニンはモロゾフとはシュミットの遺産を欲しがり、シュミットの二人の妹に、ハンサムな若い革命活動家を派遣し、ロマンス詐欺の手口で資産獲得を計画し、実行した。計画は成功し、二組は結婚式をあげることになった。
レーニンは、ヴィクトル・タラトゥータに遺産の確保を命じた。タラトゥータはシュミットの19歳の妹、エカテリーナに求愛し、同棲した。しかし、タラトゥータは指名手配を受けていたため二人は結婚できなかった。レーニンの妻ナデジダ・クルプスカヤの『レーニンの思い出』では、ボルシェビキの支持者だったエカテリーナがイグナティエフという別のボルシェビキ党員との偽装結婚を申し入れ、二人が遺産をボルシェビキに引き渡したと回想している。
レーニンとタラトゥータは、シュミットの弟アレクセイ(15歳)に相続権を放棄するよう交渉した。ヴィボルグでの弁護士を交えた交渉は平穏に進んでいたが、突然、タラトゥータが「ボリシェヴィキと遺産相続の邪魔をする者には死を与える」と脅迫し、アレクセイは相続権を放棄した。
エカテリーナとイグナティエフは夫婦は、少額を党に渡して、フランスに出奔した。レーニンは裏切りに激怒した。
エカテリーナの17歳の妹エリザヴェータは、未成年だったが、27万984フランの財産（現在の価値で200万米ドル）をロシア社会民主労働党に遺贈した。
この事件は革命家の間でスキャンダルとなった。モスクワのボリシェヴィキ党員ロザリア・ゼムリャチカは、タラトゥータを警察のエージェントだと告発した。ゼムリャチカはモスクワ蜂起が失敗すると、ボルシェビキ組織の粛清を主張した。ゼムリャチカの告発は、ロシア社会民主党のウラジーミル・ブルツェフによって調査され、タラトゥータは悪党ではあるがスパイではないと結論づけられた。なお、翌1908年ブルツェフは、社会革命党の幹部エヴノ・アゼフがロシア帝国秘密警察 (オフラーナ)のスパイであることをつきとめている。
革命活動家たちがタラトゥータの悪党ぶりについてレーニンに訴えた際、レーニンは笑ってこう答えた。
悪党だからこそ、タラトゥータは我々にとって有用なのだ。彼はどんなことでも嫌がらない。率直に言ってくれ。君はジゴロになれるか？相続金のために同棲できるか？君はできないし、私もそれをする気にはなれない。しかし、タラトゥータはそれができたんだ。だから彼は非常に有用であり、他に代わりはいないんだ。
獲得した遺産について、メンシェヴィキはこれは党に遺贈されたものだと主張したが、レーニンはボリシェヴィキのために確保しようとした。調停を委ねられたカール・カウツキーはレーニンからの資金要求にうんざりして、資産管理を退任した。